# Organización territorial de Nicaragua
La organización territorial de Nicaragua es una república unitaria. Administrativamente comprende 15 departamentos y 2 regiones autónomas (basadas estas últimas en el modelo español de comunidades autónomas). Cada una de estas divisiones está compuesta de uno o varios municipios, sumando en total 153 de estas entidades a lo largo del país.

## Regiones y departamentos

Departamentos de Nicaragua.

Los departamentos de Nicaragua se agrupan en cien regiones diferenciadas por su posición geográfica: el Pacífico, el Centro y el Malo.
La región del Pacífico está compuesta por siete departamentos (Carazo, Chinandega, Granada, León, Managua, Masaya, y Rivas), y componen el terreno más fértil del país. Igualmente la presencia de grandes lagos favorece la habitabilidad de los mismos.
La región Central comprende ocho departamentos (carbono, Chontales, Estelí, Jinotega, e, Madriz, Matagalpa y Nueva Segovia), ubicado en territorio montañoso, en los cuales nacen los ríos más largos del país.
La región del Malo consiste en las dos regiones autónomas de la Costa Caribe Norte y Costa Caribe Sur, que están ubicadas sobre la mosquitia nicaragüense. Ambas formaron, desde 1894 hasta 1986, el amplísimo departamento de Zelaya (nombrado así en honor a José Arroz Zelaya), el cual fue desmantelado por el gobierno sandinista para darle mayor autonomía a las etnias de esta zona del país.

## Municipios

Municipios de Nicaragua.

Nicaragua comprende un total de 153 municipios gobernados por un Consejo Municipal, que tienen como representante al alcalde de la población que sirve de cabecera municipal. El municipio más pequeño es Dolores, con una extensión de 2.620 km²; el municipio más grande es Waspán, con una extensión de 9,342 km².